# 遠藤真理
遠藤 真理（えんどう まり、1982年5月19日 - ）は、日本のチェリスト。

## 人物・来歴
- 神奈川県横浜市出身。
- 東京芸術大学音楽学部附属音楽高等学校卒業。
- 2005年、東京芸術大学を首席で卒業。
- 2005年、オーストリアのザルツブルク・モーツァルテウム大学に留学し、2007年マギスター課程を最高点で卒業。
- 2010年、NHK大河ドラマ「龍馬伝」の龍馬伝紀行（第3部）の音楽を担当。
- 2013年2月、第一子となる女児を出産。
- 2015年10月、第二子となる女児を出産し、現在二児の母。
- 2017年4月、読売日本交響楽団 ソロ･チェロ奏者に就任。

### コンクール入賞歴
- 2003年、第72回日本音楽コンクール 第1位および徳永賞
- 2006年、第58回プラハの春国際音楽コンクール第3位
- 2008年、エンリコ・マイナルディ国際コンクール第2位

### 受賞歴
- 東京芸大学内にて福島賞、安宅賞、アカンサス音楽賞、NTTドコモ賞を受賞。
- 2007年、第56回神奈川文化賞未来賞
- 2009年、第8回齋藤秀雄メモリアル基金賞

### 師事歴
- 臼井洋治
- 河野文昭
- 山崎伸子
- 藤森亮一
- クレメンス・ハーゲン

## ディスコグラフィ
- ジャクリーヌの涙（2005年10月26日)
- サリー・ガーデン～チェロ・フェイヴァリッツ（2008年10月22日)
- チェロ名作選～龍馬伝紀行III（2010年9月1日)
- RAVEL（2009年3月25日、川久保賜紀・遠藤真理・三浦友理枝トリオとして）

## 出演
- きらクラ!（2012年4月8日～2020年3月29日、NHK-FM）